# Ситников Георгій Семенович
Георгій Семенович Ситников (25 травня 1905, село Липовка Козловського повіту Тамбовської губернії, тепер Мічуринського району Тамбовської області, Російська Федерація — 4 жовтня 1970, Москва, тепер Російська Федерація) — радянський державний діяч, голова Свердловського облвиконкому, 1-й секретар Ярославського обласного комітету ВКП(б). Депутат та член Президії Верховної ради Російської РФСР 2-го скликання. Депутат Верховної Ради СРСР 3-го скликання.

## Життєпис
Народився в селянській родині. Початкову освіту здобув вдома, з 1920 року був учнем у шевця. З 1922 по 1923 рік працював у господарстві батька. З 1923 року навчався у профтехшколі міста Тамбова. У 1925 році вступив до комсомолу.
З вересня 1925 по листопад 1927 року — слухач робітничого факультету в Тамбові. У листопаді 1927 року перервав навчання через хворобу, переїхав до рідного села Липовки.
У листопаді 1927 — вересні 1928 року — член правління Липовського сільського споживчого товариства Тамбовської губернії.
З вересня 1928 по вересень 1929 року — слухач робітничого факультету в Тамбові.
Член ВКП(б) з березня 1929 року.
У вересні 1929 — червні 1933 року — студент ремонтного факультету Воронезького інституту механізації сільського господарства, інженер-механік.
У липні 1933 — 1935 року — інженер-інспектор «Льонотрактороцентру» в місті Свердловську. У 1935 — квітні 1937 року — завідувач машинно-технічного відділу Льоноуправління Свердловського обласного земельного відділу. У квітні 1937 — березні 1938 року — начальник Льоноуправління — в.о. заступника завідувача Свердловського обласного земельного відділу. У квітні 1938 — травні 1939 року — в.о. директора «Сільгосптрансу» в місті Свердловську. У травні 1939 — серпні 1941 року — керуючий контори «Союззаготтранс» у місті Свердловську.
У серпні 1941 — червні 1942 року — голова виконавчого комітету Октябрської районної ради депутатів трудящих міста Свердловська.
У червні 1942 — лютому 1943 року — 1-й заступник завідувача сільськогосподарського відділу Свердловського обласного комітету ВКП(б).
У лютому 1943 — березні 1946 року — 3-й секретар Свердловського обласного комітету ВКП(б).
29 березня 1946 — 28 грудня 1948 (офіційно 25 лютого 1949) року — голова виконавчого комітету Свердловської обласної ради депутатів трудящих.
У грудні 1948 — лютому 1949 року — слухач Курсів перепідготовки керівних кадрів при ЦК ВКП(б).
1 березня 1949 — серпень 1952 року — 1-й секретар Ярославського обласного комітету ВКП(б).
У серпні 1952 — грудні 1953 року — слухач Курсів перепідготовки 1-х секретарів обкомів, крайкомів та ЦК компартій союзних республік, голів облвиконкомів, крайвиконкомів та голів РМ союзних та автономних республік при ЦК КПРС.
У грудні 1953 — серпні 1955 року — начальник Головного управління матеріально-технічного постачання Міністерства сільського господарства СРСР.
У серпні 1955 — червні 1959 року — заступник міністра сільського господарства СРСР із постачання.
У червні 1959 — липні 1960 року — начальник Головного управління матеріально-технічного постачання сільського господарства при Державному плановому комітеті Ради міністрів СРСР.
У липні 1960 — жовтні 1963 року — 1-й заступник директора Виставки досягнень народного господарства СРСР.
З жовтня 1963 року — персональний пенсіонер союзного значення в Москві.
Помер 4 жовтня 1970 року в Москві.

## Нагороди
- орден Леніна (.02.1947)
- орден «Знак Пошани» (1957)
- медаль «За доблесну працю у Великій Вітчизняній війні 1941—1945 рр.» (.06.1945)
- медалі